# Receptor de reconhecimento de padrões
Receptores de reconhecimento de padrões ou RRPs (do inglês Pattern recognition receptors ou PRRs) são proteínas, geralmente localizadas na membrana plasmática das células, capazes de reconhecer os padrões moleculares associados a patógenos (PAMPs).